# Лобачевський Микола Іванович
Мико́ла Іва́нович Лобаче́вський (20 листопада (1 грудня) 1792, Нижній Новгород — 12 (24) лютого 1856, Казань) — російський математик, один з творців неевклідової геометрії, діяч університетської освіти та народної просвіти, ректор Казанського університету.

## Життєпис
Микола Лобачевський народився в Ардатовському районі Нижньогородської губернії. Його батьками були Іван Максимович Лобачевський (чиновник в геодезичному департаменті) та Прасков'я Олександрівна Лобачевська. За іншою версією, Микола Лобачевський та два його брати — Олександр й Олексій — були синами макарівського землеміра й капітана Сергія Степановича Шебаршина та Прасков'ї Олександрівни Лобачевської.
У 1800 році після смерті батька мати разом з родиною переїхала до Казані. Там Лобачевський закінчив гімназію (1802—1807), а потім (1807—1811) щойно заснований Казанський імператорський університет, якому віддав 40 років життя.
Великий вплив під час навчання в університеті на Лобачевського справив Мартин Бартельс — друг і вчитель німецького математика Карла Фрідріха Гауса. Він взяв шефство над бідним, проте обдарованим студентом. На старшому курсі в характеристику Лобачевського записали «мрійливу про себе зарозумілість, наполегливість, непокору», а також «обурливі вчинки» і навіть «ознаки безбожності». Він опинився під загрозою відрахування, але заступництво Бартельса й інших викладачів допомогло відвести небезпеку.
По закінченні університету Лобачевський отримав ступінь магістра з фізики та математики з відзнакою (1811) і був залишений при університеті. У 1814 році став ад'юнктом, а через 2 роки — екстраординарним, і в 1822 році — ординарним професором. Студенти високо цінували лекції Лобачевського. Коло його обов'язків було доволі широким — від читання лекцій з математики, фізики, астрономії до упорядкування бібліотеки і музею. У списку службових обов'язків було також «спостереження за благонадійністю» всіх студентів Казані.
У 1819 році в Казань приїхав ревізор (Михайло Магницький), який надав вкрай негативний висновок про стан справ в університеті. Магницького призначили попечителем; він звільнив 9 професорів, запровадив сувору цензуру лекцій і казармений режим. Бартельс поїхав у Дерпт, а Лобачевського призначили деканом фізико-математичного факультету.
У ці роки він пише підручники з алгебри та геометрії; перший з них було цензуровано за використання метричної системи мір, а другий взагалі не допустили до друку.

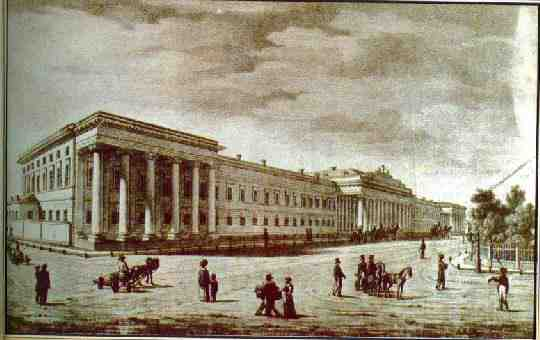
Казанський університет у 1830-ті роки

У 1826 році Магницького звільнили з посади попечителя за зловживання і призначили нового попечителя (М. Н. Мусіна-Пушкіна). Лобачевського обрали ректором університету. Він з головою занурюється в господарські справи — реорганізація штату, будівництво механічних майстерень, лабораторій та обсерваторії, підтримка бібліотеки й мінерологічної колекції, бере участь у виданні «Казанського вісника» тощо. Багато що він робить власноруч. Читає науково-популярні лекції з фізики для населення. Одночасно він невтомно розвиває та шліфує неевклідову геометрію.
У 1832 році Лобачевський одружується з Варварою Олексіївною Моісеєвою. У подружжя народилось семеро дітей.
1834: замість «Казанського вісника» починається видання «Вчених записок Казанського університету». Лобачевський був ректором Казанського університету в період з 1827 по 1846 роки, пережив епідемію холери (1830) та сильну пожежу (1842), що знищила половину Казані. Завдяки енергії та вмілим діям ректора жертви і втрати в обох випадках були мінімальними.
Зусиллями Лобачевського Казанський університет стає першокласним, авторитетним і добре оснащеним навчальним закладом, одним з найкращих в імперії. 20 листопада 1845 року Лобачевського було вшосте затверджено на посаді ректора на наступні чотири роки. Незважаючи на це, 1846 року Міністерство грубо відсторонює Лобачевського від посади ректора і професорської кафедри (офіційно — внаслідок погіршення здоров'я). Формально він отримує навіть підвищення — призначений помічником попечителя, проте платні йому на цій посаді не призначили. Незабаром Лобачевського розорено, маєток його дружини продали за борги. У 1852 році помирає старший син Миколи Лобачевського, що сильно підірвало його здоров'я, послабшав зір. Головну працю вченого — «Пангеометрія» — записують під диктовку учні сліпого вченого 1855 року.
Поховано Миколу Лобачевського на Арському цвинтарі в Казані.

## Наукова діяльність
Збереглися студентські записи лекцій Лобачевського (від 1817 року), де він робив спробу довести п'ятий постулат Евкліда, але в рукопису підручника «Геометрія» (1823) він вже відмовився від цієї спроби. В «Оглядах викладання чистої математики» за 1822/23 і 1824/25 Лобачевський вказав на «досі непереможену» важкість проблеми паралелізму і на необхідність приймати в геометрії як вихідні поняття, що безпосередньо набуваються з природи.
7 лютого 1826 року Лобачевський представив для друку в Записках фізико-математичного відділу твір «Стислий виклад початків геометрії зі строгим доведенням теореми про паралельні» (французькою мовою). Але видання не відбулося. Рукопис та відгуки не збереглися, проте сам твір було включено Лобачевським в його працю «Про початки геометрії» (1829—1830), надруковану в журналі «Казанский вестник». Цей твір став першою в світовій літературі серйозною публікацією з неевклідової геометрії або гіперболічної геометрії. Лобачевський вважає аксіому паралельності Евкліда довільним обмеженням. На його думку, ця вимога занадто жорстка й обмежує можливості теорії, що описує властивості простору. Як альтернативу він пропонує іншу аксіому: на площині через точку, що не лежить на даній прямій, проходить більше ніж одна пряма, що не перетинає дану. Розроблена Лобачевським нова геометрія не містить у собі евклідову геометрію, проте евклідову геометрію можна з неї отримати граничним переходом (коли кривина простору прямує до нуля). У самій геометрії Лобачевського кривина від'ємна. Проте наукові ідеї Лобачевського не були зрозумілими для сучасників. Його праця «Про початки геометрії», представлена у 1832 році радою університету в Академію наук, отримала в М. В. Остроградського негативну оцінку. Серед колег його майже ніхто не підтримує, зростають нерозуміння та глузливі насмішки.

Вінцем цькування став знущальний анонімний пасквіль, що з'явився в журналі Фадея Булгаріна «Син вітчизни» у 1834 році: 
 Як можна подумати, щоб пан Лобачевський, ординарний професор математики, написав з якою-небудь серйозною метою книгу, яка небагато б принесла честі і останньому шкільному вчителю? Якщо не вченість, то принаймні здоровий глузд повинен мати кожен вчитель, а в новій геометрії нерідко не вистачає і цього останнього. 

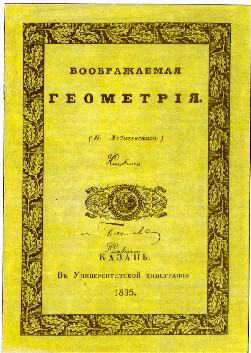
Титульний аркуш книги Лобачевського

 Але Лобачевський не здається. У 1835—1838 роках він публікує у «Вчених записках» статті про «уявну геометрію», а потім виходить найповніша з його праць «Нові початки геометрії з повною теорією паралельних». Не знайшовши розуміння на батьківщині, він намагається знайти однодумців за кордоном. У 1840 році Лобачевський друкує німецькою мовою «Геометричні дослідження по теорії паралельних», де міститься чітке викладення його основних ідей. Один екземпляр отримує Гаус, «король математиків» тих часів. Як згодом з'ясувалося, Гаус і сам потайки розвивав неевклідову геометрію, проте так і не наважився опублікувати що-небудь на цю тему. Ознайомившись з результатами Лобачевського, він побічно висловив свою симпатію до ідей вченого: рекомендував обрати Лобачевського іноземним членом-кореспондентом Геттінгенської академії наук. Захопливі відгуки про Лобачевського Гаус довірив тільки своїм щоденникам і найближчим друзям. Це обрання відбулося 1842 року. Проте положення Лобачевського воно не зміцнило. Йому залишалось працювати в рідному університеті ще чотири роки. Лобачевський не був єдиним дослідником у цій новій галузі математики. Угорський математик Янош Бояї незалежно від Лобачевського 1832 року опублікував свій опис неевклідової геометрії. Але і його роботи залишились неоціненими сучасниками.

Ювілейна медаль 1895 року

Лобачевський помер невизнаним. Через декілька десятиріч ситуація в науці докорінно змінилася. Більшу роль у визнанні праць Лобачевського відіграли дослідження Еудженіо Бельтрамі
(1868), Фелікса Кляйна (1871), Анрі Пуанкаре (1883) та інших. Поява моделі Кляйна довела, що гіперболічна геометрія така ж несуперечлива, як і евклідова. Усвідомлення того, що в евклідової геометрії є повноцінна альтернатива, справило велике враження на науковий світ і надало імпульс іншим новаторським ідеям в математиці та фізиці.

### Інші досягнення
Лобачевський мав досягнення й у інших розділах математики: в алгебрі він розробив новий метод наближеного розв'язання рівнянь, у математичному аналізі розробив низку тонких теорем про тригонометричні ряди, уточнив поняття неперервної функції тощо. У різні роки він опублікував кілька блискучих статей з математичного аналізу, алгебри і теорії ймовірностей, а також з механіки, фізики й астрономії.
У Казанському університеті Лобачевський, поряд з математичними дисциплінами, читав лекції з астрономії, розширюючи і поглиблюючи їхній зміст. Його лекції були присвячені, наприклад, визначенню елементів орбіт, їхнім віковим змінам, теорії припливів і відпливів, теорії збуреного руху комет і супутників планет. Проводив у 1811—1842 роках астрономічні спостереження, зокрема спостерігав комету 1811 і комету Енке у 1832. Щоденники його спостережень згоріли під час пожежі обсерваторії Казанського університету. Разом зі своїм учнем М. В. Ляпуновим брав участь в експедиції до Пензи для спостереження повного сонячного затемнення 8 липня 1842. Детально описав свої спостереження і роздуми з приводу загадкових у той час явищ протуберанців і сонячної корони. Займався також удосконаленням методів обробки астрономічних спостережень. Будучи ректором Казанського університету, сприяв розвитку астрономії в Казані. З його ініціативи при університеті в 1833—1837 роках була побудована нова обсерваторія, одна з найкращих на той час. Вона почала працювати 1838 року, на рік раніше від Пулковської.

## Пам'ять

Пам'ятник Миколі Івановичу Лобачевському в Казані

У 1892 році у Російській імперії широко відзначили 100-річний ювілей Лобачевського. Було засновано міжнародну премію (Медаль Лобачевського, 1895), в Казані відкрито пам'ятник вченому (1896).
200-річчя Лобачевського святкували 1992 року. Банк Росії випустив пам'ятну монету в серії «Видатні особистості Росії». На честь Лобачевського названо кратер на Місяці. Його ім'я носять також вулиці в Москві та Казані, наукова бібліотека Казанського університету. 20 березня 1956 року вийшов указ президії Верховної Ради СРСР про присвоєння Горківському (Нижньогородському) університету імені М. І. Лобачевського.
На честь нього названо також астероїд — 1858 Лобачевський.
Англійський математик Вільям Кліфорд назвав Лобачевського «Коперником геометрії».[джерело?]

### У популярній культурі
У 50-ті роки американський сатирик, співак і математик Том Лерер написав сатиричну пісню, присвячену Лобачевському, яка мала популярність в інтелектуальних колах США. У цій пісні він представив Лобачевського як свого вчителя, який навчив його плагіату. Варто зауважити, що Лобачевський потрапив у цю пісню в основному тому, що його прізвище було співзвучне до героя пісні, яку пародіював Лерер — Станіславському.
У фантастичному романі Пола Андерсона «Операція „Хаос“» привид Лобачевського був викликаний героями, щоб допомогти їм з вимірами, які підпорядковуються законам неевклідової геометрії.

## Праці
- М. І. Лобачевський. Повне зібрання творів в п'яти томах.

Том 1, 1946 рік.
Геометричні дослідження по теорії паралельних ліній.
Про початки геометрії.
Том 2, 1949 рік.
Геометрія. Нові початки геометрії з повною теорією паралельних.
Том 3, 1951 рік.
Уявна геометрія.
Застосування уявної геометрії до деяких інтегралів.
Пангеометрія.
Томи 4-5, 1951 рік: праці в інших областях, листи.
- М. І. Лобачевський. Геометричні дослідження по теорії паралельних ліній [Архівовано 9 листопада 2007 у Wayback Machine.], Переклад, коментарі, вступні статті та примітки професора В. Ф. Кагана. М.-Л.: вид-во Академії Наук ССРСР, 1945, 176 с, djvu.
- М. І. Лобачевський. Геометричні дослідження по теорії паралельних ліній. [Архівовано 6 лютого 2009 у Wayback Machine.] 1941, pdf.
- М. І. Лобачевський. Про початки геометрії.(1 частина). Уявна геометрія. (1 частина). Нові початки геометрії з повною теорією паралельних (Вступ). [Архівовано 20 листопада 2012 у Wayback Machine.]
- Про основи геометрії. Збірник класичних праць по геометрії Лобачевського і розвитку її ідей. М.: Держтехвидав, 1956.

## Виноски
1. ↑  VIAF — [Dublin, Ohio]: OCLC, 2003.
2. ↑  Find a Grave — 1996.
3. 1 2 3  Математичний генеалогічний проєкт — 1997.
4. ↑  Архів історії математики Мактьютор — 1994.
5. ↑  Ректоры Казанского университета. Офіційний сайт Казанського федерального університету. Архів оригіналу за 5 березня 2021. Процитовано 16.01.2021.
6. ↑   Ця версія належить професору математики Нижньогородського університету Дмитру Андрійовичу Гудкову (1918—1992), яку він обґрунтував спираючись на архівні та літературні джерела. Публікація: Гудков Д. О. М. І. Лобачевський. Загадки біографії. Н.Новгород: Вид-во ННДУ, 1992. 242 с [ISBN 5-230-04151-X].
7. ↑  Каган В. Ф.Лобачевський. М.; Л.: Вид-во АН СРСР, 1948, с. 58.
8. ↑  Белл Е. Т. Творці математики, стор. 219.
9. ↑  Про початки геометрії, твір пана Лобачевського // Син вітчизни. 1834 р. Стор. 407—416.
10. ↑  Див. список лауреатів. [Архівовано 5 лютого 2009 у Wayback Machine.]
11. ↑  Стаття в New York Times про Лобачевського. Архів оригіналу за 10 лютого 2009. Процитовано 28 липня 2009.
12. ↑  Пісня, присвячена Лобачевському. Архів оригіналу за 23 січня 2011. Процитовано 28 липня 2009.